# Blakea andreana
Blakea andreana är en tvåhjärtbladig växtart som beskrevs av Célestin Alfred Cogniaux. Blakea andreana ingår i släktet Blakea och familjen Melastomataceae. Inga underarter finns listade i Catalogue of Life.